# حسن أبشير فرح
حسن أبشير فرح (1945 - 2020)، هو سياسي صومالي شغل منصب رئيس الوزراء في أول حكومة انتقالية للصومال عام 2001، كما كان تولى منصب عمدة بلدية مقديشو في الحكومة العسكرية التي انهارت عام 1991.

## حياته
ولد يوم 20 يونيو 1945 بمدينة غاروي في أرض الصومال الإيطالي. هو ينحدر من عشيرة دارود. التحق في شبابه بالمدرسة الثانوية في العاصمة مقديشو، وأمضى عامين في الأكاديمية العسكرية المصرية في القاهرة مصر. وهو خريج الجامعة الصومالية الوطنية حيث حصل على شهادة في القانون.
بدأ العمل السياسي في عام 1969، عندما كان عضو في المجلس العسكري الذي سيطر على الصومال في عام 1969 تحت حكم سياد بري. كان أول دور رسمي له هو العمل كنائب مفوض في مقاطعة في مقديشو في السبعينيات من القرن العشرين، تم تم تعيينه عمدة للعاصمة مقديشو. خلال هذه الفترة، عمل مع جهاز الأمن القومي للقبض على العديد من المعارضين للحكومة.

### نجاته من هجوم
نجا رئيس الوزراء الصومالي حسن ابشر فرح من هجوم بقنبلة يدوية ألقيت على مقره ليلة 1 فبراير 2002. وقالت الشرطة الصومالية في مقديشيو يومها ان أربعة افراد اصيبوا بينهم اثنان جروحهما بالغة جراء الهجوم الذي يعد الأول من نوعه منذ تنصيب الحكومة الانتقالية عام 2000. وأوضح عبدي حسن عواله قيبديد رئيس الشرطة لرويترز «هاجم مسلحون مجهولون الليلة مقر رئيس الوزراء بقنبلة يدوية. اصيب أربعة افراد بينهم اثنان جروحهما بالغة وبينهم اثنان من حرس رئيس الوزراء».

## وفاته
توفي مساء الأحد 12 يوليو 2020، في أحد مستشفيات العاصمة التركية أنقرة.
وقال وزير الإعلام الصومالي محمد عبدي حير، في تصريحات لإذاعة «مقديشو» الحكومية، إن «حسن (77 عاما) توفي بعد صراع مع المرض بأحد مستشفيات أنقرة». وأضاف حير أن الحكومة الصومالية نقلت الوزير في وقت سابق، إلى تركيا لتلقي العلاج بعد تدهور حالته الصحية.